# Danh sách cầu thủ tham dự Cúp bóng đá Nam Mỹ 1989
Đây là danh sách đội hình các đội tuyển tham dự Cúp bóng đá Nam Mỹ 1989 tổ chức ở Brasil.

## Bảng A

### Brasil
Huấn luyện viên: Sebastião Lazaroni
Charles and Ze Carlos added to the squad for the final phase.
Tita and Ze Teodoro injured replaced for Bismarck Faria and Josimar for final Phase
| Số | Vt | Cầu thủ        | Ngày sinh (tuổi)            | Số trận | Câu lạc bộ      |
| -- | -- | -------------- | --------------------------- | ------- | --------------- |
| 1  | TM | Taffarel       | 8 tháng 5, 1966 (23 tuổi)   |         | Internacional   |
| 2  | TV | Mazinho        | 8 tháng 4, 1966 (23 tuổi)   |         | Vasco da Gama   |
| 3  | HV | Mauro Galvão   | 19 tháng 12, 1961 (27 tuổi) |         | Botafogo        |
| 4  | HV | André Cruz     | 20 tháng 9, 1968 (20 tuổi)  |         | Ponte Preta     |
| 5  | HV | Branco         | 4 tháng 4, 1964 (25 tuổi)   |         | FC Porto        |
| 6  | HV | Ricardo Gomes  | 13 tháng 12, 1964 (24 tuổi) |         | Benfica         |
| 7  | TĐ | Bebeto         | 16 tháng 2, 1964 (25 tuổi)  |         | Vasco da Gama   |
| 8  | TV | Geovani        | 6 tháng 4, 1964 (25 tuổi)   |         | Vasco da Gama   |
| 9  | TV | Valdo          | 12 tháng 1, 1964 (25 tuổi)  |         | Benfica         |
| 10 | TĐ | Tita           | 1 tháng 4, 1958 (31 tuổi)   |         | Pescara         |
| 10 | TĐ | Bismarck Faria | 17 tháng 9, 1969 (19 tuổi)  |         | Vasco da Gama   |
| 11 | TĐ | Romário        | 29 tháng 1, 1966 (23 tuổi)  |         | PSV Eindhoven   |
| 12 | TM | Acácio         | 20 tháng 1, 1959 (30 tuổi)  |         | Vasco da Gama   |
| 13 | HV | Josimar        | 19 tháng 9, 1961 (27 tuổi)  |         | Botafogo        |
| 13 | HV | Ze Teodoro     | 22 tháng 11, 1963 (25 tuổi) |         | Sao Paulo       |
| 14 | HV | Aldair         | 30 tháng 11, 1965 (23 tuổi) |         | Benfica         |
| 15 | TV | Alemão         | 22 tháng 11, 1961 (27 tuổi) |         | Napoli          |
| 16 | TV | Cristóvão      | 9 tháng 6, 1959 (30 tuổi)   |         | Grêmio          |
| 17 | TV | Dunga          | 31 tháng 10, 1963 (25 tuổi) |         | Fiorentina      |
| 18 | TĐ | Renato Gaúcho  | 9 tháng 9, 1962 (26 tuổi)   |         | Roma            |
| 19 | TĐ | Baltazar       | 17 tháng 7, 1959 (29 tuổi)  |         | Atlético Madrid |
| 20 | TV | Silas          | 27 tháng 8, 1965 (23 tuổi)  |         | Sporting CP     |
| 21 | TĐ | Charles        | 12 tháng 4, 1968 (21 tuổi)  |         | Bahia           |
| 22 | TM | Zé Carlos      | 7 tháng 2, 1962 (27 tuổi)   |         | Flamengo        |

### Colombia
Huấn luyện viên: Francisco Maturana
| Số | Vt | Cầu thủ               | Ngày sinh (tuổi)            | Số trận | Câu lạc bộ             |
| -- | -- | --------------------- | --------------------------- | ------- | ---------------------- |
| 1  | TM | René Higuita          | 26 tháng 8, 1966 (22 tuổi)  |         | Atlético Nacional      |
| 2  | HV | Andrés Escobar        | 13 tháng 3, 1967 (22 tuổi)  |         | Atlético Nacional      |
| 3  | HV | Gildardo Gómez        | 13 tháng 10, 1963 (25 tuổi) |         | Atlético Nacional      |
| 4  | HV | Wilson Pérez          | 6 tháng 8, 1967 (21 tuổi)   |         | Atlético Junior        |
| 5  | HV | Carlos Hoyos          | 28 tháng 2, 1962 (27 tuổi)  |         | Atlético Junior        |
| 6  | TV | Gabriel Gómez         | 15 tháng 12, 1959 (29 tuổi) |         | Independiente Medellín |
| 7  | TĐ | Antony de Ávila       | 21 tháng 12, 1962 (26 tuổi) |         | América de Cali        |
| 8  | TV | Alexis García         | 27 tháng 1, 1960 (29 tuổi)  |         | Atlético Nacional      |
| 9  | TĐ | Sergio Angulo         | 14 tháng 9, 1960 (28 tuổi)  |         | América de Cali        |
| 10 | TV | Carlos Valderrama     | 2 tháng 9, 1961 (27 tuổi)   |         | Montpellier            |
| 11 | TV | Bernardo Redín        | 23 tháng 2, 1963 (26 tuổi)  |         | Deportivo Cali         |
| 12 | TĐ | León Villa            | 12 tháng 1, 1960 (29 tuổi)  |         | Atlético Nacional      |
| 13 | HV | Alexis Mendoza        | 9 tháng 11, 1961 (27 tuổi)  |         | Atlético Junior        |
| 14 | TV | Leonel Álvarez        | 29 tháng 7, 1965 (23 tuổi)  |         | Atlético Nacional      |
| 15 | HV | Luis Carlos Perea     | 29 tháng 12, 1963 (25 tuổi) |         | Atlético Nacional      |
| 16 | TĐ | Arnoldo Iguarán       | 18 tháng 1, 1957 (32 tuổi)  |         | Millonarios            |
| 17 | TĐ | John Jairo Trellez    | 29 tháng 4, 1968 (21 tuổi)  |         | Atlético Nacional      |
| 18 | HV | Wilmer Cabrera        | 15 tháng 9, 1967 (21 tuổi)  |         | Independiente Santa Fe |
| 19 | TM | Eduardo Niño          | 8 tháng 8, 1967 (21 tuổi)   |         | Independiente Santa Fe |
| 20 | TĐ | Rubén Darío Hernández | 19 tháng 2, 1965 (24 tuổi)  |         | Millonarios            |

### Paraguay
Huấn luyện viên:  Eduardo Luján Manera
Fredy Escobar added to the squad for the final phase.
Jose Luis Chilavert and Roberto Cabañas injured replaced for Dario Espinola and Augusto Chamorro
| Số | Vt | Cầu thủ               | Ngày sinh (tuổi)            | Số trận | Câu lạc bộ          |
| -- | -- | --------------------- | --------------------------- | ------- | ------------------- |
| 1  | HV | Luis Caballero        | 16 tháng 9, 1962 (26 tuổi)  |         | Guaraní             |
| 2  | TV | Augusto Chamorro      | 12 tháng 5, 1963 (26 tuổi)  |         | Atlético Colegiales |
| 3  | HV | Virginio Cáceres      | 12 tháng 5, 1962 (27 tuổi)  |         | Guaraní             |
| 4  | TV | Adolfino Cañete       | 13 tháng 9, 1956 (32 tuổi)  |         | Talleres de Córdoba |
| 5  | TM | Darío René Espínola   | 12 tháng 9, 1967 (21 tuổi)  |         | Sol de América      |
| 6  | HV | Rogelio Delgado       | 12 tháng 10, 1959 (29 tuổi) |         | Independiente       |
| 7  | TM | Roberto Fernández     | 29 tháng 7, 1956 (32 tuổi)  |         | Cerro Porteño       |
| 8  | TĐ | Buenaventura Ferreira | 4 tháng 7, 1960 (28 tuổi)   |         | Guaraní             |
| 9  | TV | Julio César Franco    | 1 tháng 10, 1965 (23 tuổi)  |         | Guaraní             |
| 10 | TV | Jorge Guasch          | 17 tháng 1, 1961 (28 tuổi)  |         | Olimpia             |
| 11 | HV | Justo Jacquet         | 9 tháng 9, 1961 (27 tuổi)   |         | Cerro Porteño       |
| 12 | TĐ | Alfredo Mendoza       | 31 tháng 12, 1963 (25 tuổi) |         | Olimpia             |
| 13 | TV | Gustavo Neffa         | 3 tháng 11, 1971 (17 tuổi)  |         | Olimpia             |
| 14 | TĐ | Eumelio Palacios      | 15 tháng 9, 1964 (24 tuổi)  |         | Libertad            |
| 15 | HV | Catalino Rivarola     | 30 tháng 4, 1965 (24 tuổi)  |         | Cerro Porteño       |
| 16 | TĐ | Félix Brítez Román    | 27 tháng 3, 1967 (22 tuổi)  |         | Cerro Porteño       |
| 17 | TM | Rubén Ruiz Díaz       | 11 tháng 11, 1969 (19 tuổi) |         | Talleres de Córdoba |
| 18 | TV | Vidal Sanabria        | 11 tháng 4, 1967 (22 tuổi)  |         | Olimpia             |
| 19 | HV | Juan Bautista Torales | 9 tháng 5, 1956 (33 tuổi)   |         | Libertad            |
| 20 | HV | César Zabala          | 3 tháng 6, 1961 (28 tuổi)   |         | Cerro Porteño       |
| 21 | TV | Fredy Escobar         | 3 tháng 10, 1964 (24 tuổi)  |         | River Plate         |

### Perú
Huấn luyện viên:  Pepe
| Số | Vt | Cầu thủ            | Ngày sinh (tuổi)            | Số trận | Câu lạc bộ              |
| -- | -- | ------------------ | --------------------------- | ------- | ----------------------- |
| 1  | TM | César Chávez Riva  | 22 tháng 11, 1964 (24 tuổi) |         | Universitario           |
| 2  | HV | Jorge Talavera     | 31 tháng 12, 1963 (25 tuổi) |         | Sportivo Internationale |
| 3  | HV | Juan Reynoso       | 28 tháng 12, 1969 (19 tuổi) |         | Alianza Lima            |
| 4  | HV | Jorge Arteaga      | 29 tháng 12, 1966 (22 tuổi) |         | Sporting Cristal        |
| 5  | HV | Pedro Requena      | 15 tháng 10, 1961 (27 tuổi) |         | Universitario           |
| 6  | TĐ | José Luis Carranza | 8 tháng 1, 1964 (25 tuổi)   |         | Universitario           |
| 7  | TV | Phápsco Manassero  | 4 tháng 12, 1964 (24 tuổi)  |         | Sporting Cristal        |
| 8  | TV | José del Solar     | 28 tháng 11, 1967 (21 tuổi) |         | Universitario           |
| 9  | TĐ | Franco Navarro     | 10 tháng 11, 1961 (27 tuổi) |         | FC Wettingen            |
| 10 | TV | Julio César Uribe  | 9 tháng 5, 1958 (31 tuổi)   |         | América de Cali         |
| 11 | TĐ | Jorge Hirano       | 14 tháng 8, 1956 (32 tuổi)  |         | Bolívar                 |
| 12 | TM | Jesús Purizaga     | 5 tháng 12, 1960 (28 tuổi)  |         | Sporting Cristal        |
| 13 | TV | Wilmar Valencia    | 27 tháng 10, 1962 (26 tuổi) |         | Blooming                |
| 14 | HV | Percy Olivares     | 6 tháng 5, 1968 (21 tuổi)   |         | Sporting Cristal        |
| 15 | TĐ | Eduardo Rey Muñoz  | 7 tháng 8, 1957 (31 tuổi)   |         | Universitario           |
| 16 | HV | Jorge Olaechea     | 27 tháng 8, 1956 (32 tuổi)  |         | Sporting Cristal        |
| 17 | TĐ | Martín Dall'Orso   | 1 tháng 9, 1966 (22 tuổi)   |         | Sporting Cristal        |
| 18 | HV | Carlos Guido       | 18 tháng 4, 1966 (23 tuổi)  |         | Sporting Cristal        |
| 19 | TĐ | Carlos Torres      | 25 tháng 5, 1966 (23 tuổi)  |         | Sportivo Internationale |
| 20 | TV | César Rodríguez    | 21 tháng 9, 1965 (23 tuổi)  |         | Deportivo Municipal     |

### Venezuela
Huấn luyện viên:  Carlos Moreno
| Số | Vt | Cầu thủ            | Ngày sinh (tuổi)            | Số trận | Câu lạc bộ             |
| -- | -- | ------------------ | --------------------------- | ------- | ---------------------- |
| 1  | TM | César Baena        | 16 tháng 1, 1961 (28 tuổi)  |         | Caracas FC             |
| 2  | HV | William Pacheco    | 18 tháng 4, 1962 (27 tuổi)  |         | Unión Atlético Táchira |
| 3  | HV | Andrés Paz         | 30 tháng 11, 1963 (25 tuổi) |         | Unión Atlético Táchira |
| 4  | HV | Pedro Acosta       | 28 tháng 11, 1959 (29 tuổi) |         | Caracas FC             |
| 5  | HV | Luis Rojas         | 1 tháng 8, 1963 (25 tuổi)   |         | Unión Atlético Táchira |
| 6  | TV | Roberto Cavallo    | 28 tháng 4, 1967 (22 tuổi)  |         | Deportivo Italia       |
| 7  | TĐ | Herbert Márquez    | 10 tháng 11, 1961 (27 tuổi) |         | Mineros                |
| 8  | TV | Laureano Jaimes    | 13 tháng 7, 1961 (27 tuổi)  |         | Unión Atlético Táchira |
| 9  | TV | Bernardo Añor      | 7 tháng 10, 1959 (29 tuổi)  |         | Caracas FC             |
| 10 | TV | Carlos Maldonado   | 30 tháng 7, 1963 (25 tuổi)  |         | Unión Atlético Táchira |
| 11 | TV | Noel Sanvicente    | 21 tháng 12, 1964 (24 tuổi) |         | Marítimo               |
| 12 | TM | José Gómez         | 27 tháng 12, 1963 (25 tuổi) |         | Mineros                |
| 13 | HV | René Torres        | 13 tháng 10, 1960 (28 tuổi) |         | Mineros                |
| 14 | TĐ | Pedro Febles       | 18 tháng 4, 1958 (31 tuổi)  |         | Marítimo               |
| 15 | HV | Luis Camacaro      | 24 tháng 11, 1967 (21 tuổi) |         | Unión Atlético Táchira |
| 16 | TĐ | Carlos Domínguez   | 1966 (aged 22-23)           |         | Caracas FC             |
| 17 | TV | Ildemaro Fernández | 27 tháng 12, 1961 (27 tuổi) |         | Estudiantes de Mérida  |
| 18 | TV | Héctor Rivas       | 27 tháng 9, 1968 (20 tuổi)  |         | Marítimo               |
| 19 | TĐ | Stalin Rivas       | 5 tháng 8, 1971 (17 tuổi)   |         | Mineros                |
| 20 | TĐ | Enrique Samuel     |                             |         | Mineros                |

## Bảng B

### Argentina
Huấn luyện viên: Carlos Bilardo
Ricardo Giusti and Abel Balbo added to the squad for the final phase
| Số | Vt | Cầu thủ                | Ngày sinh (tuổi)            | Số trận | Câu lạc bộ          |
| -- | -- | ---------------------- | --------------------------- | ------- | ------------------- |
| 1  | TM | Nery Pumpido           | 30 tháng 7, 1957 (31 tuổi)  |         | Real Betis          |
| 2  | TĐ | Carlos Alfaro Moreno   | 16 tháng 10, 1964 (24 tuổi) |         | Independiente       |
| 3  | TV | José Basualdo          | 20 tháng 6, 1963 (26 tuổi)  |         | Deportivo Mandiyú   |
| 4  | TV | Sergio Batista         | 9 tháng 11, 1962 (26 tuổi)  |         | River Plate         |
| 5  | HV | José Luis Brown        | 10 tháng 11, 1956 (32 tuổi) |         | Real Murcia         |
| 6  | TV | Jorge Burruchaga       | 9 tháng 10, 1962 (26 tuổi)  |         | FC Nantes           |
| 7  | TV | Gabriel Calderón       | 7 tháng 2, 1960 (29 tuổi)   |         | Paris Saint-Germain |
| 8  | TĐ | Claudio Caniggia       | 9 tháng 1, 1967 (22 tuổi)   |         | Verona              |
| 9  | HV | Néstor Clausen         | 29 tháng 9, 1962 (26 tuổi)  |         | Sion                |
| 10 | TV | Diego Maradona         | 30 tháng 10, 1960 (28 tuổi) |         | Napoli              |
| 11 | HV | José Luis Cuciuffo     | 1 tháng 2, 1961 (28 tuổi)   |         | Boca Juniors        |
| 12 | TM | Luis Islas             | 22 tháng 12, 1965 (23 tuổi) |         | Atlético Madrid     |
| 13 | HV | Hernán Díaz            | 26 tháng 2, 1965 (24 tuổi)  |         | Rosario Central     |
| 14 | TV | Héctor Enrique         | 26 tháng 4, 1962 (27 tuổi)  |         | River Plate         |
| 15 | TV | Néstor Gorosito        | 14 tháng 5, 1964 (25 tuổi)  |         | San Lorenzo         |
| 16 | HV | Pedro Monzón           | 23 tháng 2, 1962 (27 tuổi)  |         | Independiente       |
| 17 | HV | Oscar Ruggeri          | 26 tháng 1, 1962 (27 tuổi)  |         | Real Madrid         |
| 18 | HV | Roberto Néstor Sensini | 12 tháng 10, 1966 (22 tuổi) |         | Newell's Old Boys   |
| 19 | TV | Pedro Troglio          | 28 tháng 7, 1965 (23 tuổi)  |         | Verona              |
| 20 | TM | Julio César Falcioni   | 20 tháng 7, 1956 (32 tuổi)  |         | Vélez Sársfield     |
| 21 | TV | Ricardo Giusti         | 11 tháng 12, 1956 (32 tuổi) |         | Independiente       |
| 22 | TĐ | Abel Balbo             | 1 tháng 6, 1966 (23 tuổi)   |         | River Plate         |

### Bolivia
Huấn luyện viên:  Jorge Habberger
| Số | Vt | Cầu thủ               | Ngày sinh (tuổi)            | Số trận | Câu lạc bộ         |
| -- | -- | --------------------- | --------------------------- | ------- | ------------------ |
| 1  | TM | Luis Galarza          | 26 tháng 12, 1950 (38 tuổi) |         | Bolívar            |
| 2  | HV | Carlos Arias          | 26 tháng 8, 1956 (32 tuổi)  |         | Bolívar            |
| 3  | TV | Carlos Borja          | 25 tháng 12, 1956 (32 tuổi) |         | Bolívar            |
| 4  | TV | Marco Etcheverry      | 26 tháng 9, 1970 (18 tuổi)  |         | Destroyers         |
| 5  | HV | Marco Ferrufino       | 25 tháng 4, 1963 (26 tuổi)  |         | Bolívar            |
| 6  | HV | Ricardo Fontana       | 17 tháng 10, 1950 (38 tuổi) |         | The Strongest      |
| 7  | TĐ | Arturo García         | 14 tháng 5, 1965 (24 tuổi)  |         | Oriente Petrolero  |
| 8  | HV | Eligio Martínez       | 21 tháng 7, 1955 (33 tuổi)  |         | The Strongest      |
| 9  | TV | José Milton Melgar    | 20 tháng 9, 1959 (29 tuổi)  |         | Bolívar            |
| 10 | TĐ | Roly Paniagua         | 14 tháng 11, 1966 (22 tuổi) |         | Blooming           |
| 11 | TĐ | Álvaro Peña           | 11 tháng 9, 1966 (22 tuổi)  |         | Blooming           |
| 12 | TM | Marco Antonio Barrero | 26 tháng 1, 1962 (27 tuổi)  |         | Bolívar            |
| 13 | HV | Miguel Rimba          | 1 tháng 11, 1967 (21 tuổi)  |         | Bolívar            |
| 14 | HV | Rómer Roca            | 1 tháng 7, 1966 (23 tuổi)   |         | Oriente Petrolero  |
| 15 | HV | Marciano Saldías      | 25 tháng 4, 1966 (23 tuổi)  |         | Oriente Petrolero  |
| 16 | TĐ | Fernando Salinas      | 12 tháng 6, 1962 (27 tuổi)  |         | Bolívar            |
| 17 | TĐ | Erwin Sánchez         | 19 tháng 10, 1969 (19 tuổi) |         | Bolívar            |
| 18 | TV | Francisco Takeo       | 13 tháng 5, 1966 (23 tuổi)  |         | Destroyers         |
| 19 | HV | Eduardo Villegas      | 29 tháng 3, 1964 (25 tuổi)  |         | The Strongest      |
| 20 | TĐ | Ramiro Castillo       | 27 tháng 3, 1966 (23 tuổi)  |         | Argentinos Juniors |

### Chile
Huấn luyện viên: Orlando Aravena
| Số | Vt | Cầu thủ                 | Ngày sinh (tuổi)            | Số trận | Câu lạc bộ           |
| -- | -- | ----------------------- | --------------------------- | ------- | -------------------- |
| 1  | TM | Roberto Rojas           | 8 tháng 8, 1957 (31 tuổi)   |         | São Paulo            |
| 2  | HV | Oscar Reyes             | 27 tháng 11, 1957 (31 tuổi) |         | Universidad de Chile |
| 3  | TĐ | Patricio Yáñez          | 20 tháng 1, 1961 (28 tuổi)  |         | Real Betis           |
| 4  | HV | Leonel Contreras        | 30 tháng 8, 1961 (27 tuổi)  |         | Deportes La Serena   |
| 5  | HV | Hugo González           | 11 tháng 3, 1963 (26 tuổi)  |         | Colo-Colo            |
| 6  | TV | Jaime Pizarro           | 2 tháng 3, 1964 (25 tuổi)   |         | Colo-Colo            |
| 7  | TV | Hector Puebla           | 10 tháng 7, 1955 (33 tuổi)  |         | Cobreloa             |
| 8  | TV | Raúl Ormeño             | 21 tháng 6, 1958 (31 tuổi)  |         | Colo-Colo            |
| 9  | TĐ | Juan Carlos Letelier    | 20 tháng 5, 1959 (30 tuổi)  |         | Deportes La Serena   |
| 10 | TV | Juan Carlos Covarrubias | 15 tháng 1, 1961 (28 tuổi)  |         | Cobreloa             |
| 11 | HV | Fernando Astengo        | 8 tháng 1, 1960 (29 tuổi)   |         | Grêmio               |
| 12 | TM | Marco Cornez            | 15 tháng 10, 1957 (31 tuổi) |         | Universidad Católica |
| 13 | TV | Jaime Vera              | 25 tháng 3, 1963 (26 tuổi)  |         | OFI Crete            |
| 14 | HV | Jorge Carrasco          | 3 tháng 11, 1960 (28 tuổi)  |         | Huachipato           |
| 15 | TV | Juvenal Olmos           | 4 tháng 10, 1962 (26 tuổi)  |         | Universidad Católica |
| 16 | TĐ | Osvaldo Hurtado         | 2 tháng 11, 1957 (31 tuổi)  |         | Charleroi            |
| 17 | TV | Jaime Ramírez           | 3 tháng 3, 1967 (22 tuổi)   |         | Unión Española       |
| 18 | HV | Alejandro Hisis         | 16 tháng 2, 1962 (27 tuổi)  |         | OFI Crete            |
| 19 | TĐ | Lukas Tudor             | 21 tháng 2, 1969 (20 tuổi)  |         | Universidad Católica |
| 20 | TM | Oscar Wirth             | 5 tháng 11, 1955 (33 tuổi)  |         | No club              |

### Ecuador
Huấn luyện viên:  Dušan Drašković
| Số | Vt | Cầu thủ            | Ngày sinh (tuổi)            | Số trận | Câu lạc bộ      |
| -- | -- | ------------------ | --------------------------- | ------- | --------------- |
| 1  | TM | Carlos Morales     | 12 tháng 6, 1965 (24 tuổi)  |         | Barcelona       |
| 2  | HV | Jimmy Izquierdo    | 28 tháng 5, 1961 (28 tuổi)  |         | Barcelona       |
| 3  | HV | Hólger Quiñónez    | 18 tháng 8, 1962 (26 tuổi)  |         | Barcelona       |
| 4  | HV | Wilson Macías      | 30 tháng 9, 1965 (23 tuổi)  |         | Filanbanco      |
| 5  | TV | Kléber Fajardo     | 1 tháng 1, 1965 (24 tuổi)   |         | Emelec          |
| 6  | HV | Luis Capurro       | 1 tháng 5, 1961 (28 tuổi)   |         | Emelec          |
| 7  | TV | Pietro Marsetti    | 21 tháng 11, 1964 (24 tuổi) |         | LDU Quito       |
| 8  | TV | Alex Aguinaga      | 9 tháng 7, 1968 (20 tuổi)   |         | Deportivo Quito |
| 9  | HV | Byron Tenorio      | 14 tháng 6, 1966 (23 tuổi)  |         | El Nacional     |
| 10 | TV | Hamilton Cuvi      | 8 tháng 5, 1960 (29 tuổi)   |         | Filanbanco      |
| 11 | TĐ | Nelson Guerrero    | 12 tháng 9, 1962 (26 tuổi)  |         | LDU Quito       |
| 12 | TM | Víctor Mendoza     | 24 tháng 8, 1963 (25 tuổi)  |         | Aucas           |
| 13 | HV | Claudio Alcívar    | 15 tháng 7, 1966 (22 tuổi)  |         | Barcelona       |
| 14 | TĐ | Ney Raúl Avíles    | 17 tháng 2, 1964 (25 tuổi)  |         | Emelec          |
| 15 | TV | Enrique Verduga    | 19 tháng 1, 1964 (25 tuổi)  |         | Emelec          |
| 16 | TV | Julio César Rosero | 11 tháng 6, 1964 (25 tuổi)  |         | El Nacional     |
| 17 | TĐ | Carlos Muñoz       | 24 tháng 10, 1967 (21 tuổi) |         | Filanbanco      |
| 18 | TV | Tulio Quinteros    | 4 tháng 5, 1963 (26 tuổi)   |         | Barcelona       |
| 19 | TV | Hermen Benítez     | 4 tháng 5, 1961 (28 tuổi)   |         | El Nacional     |
| 20 | HV | Jimmy Montanero    | 24 tháng 8, 1960 (28 tuổi)  |         | Barcelona       |

### Uruguay
Huấn luyện viên: Oscar Tabárez
Oscar Ferro và Edison Suarez được bổ sung vào đội hình ở vòng chung kết.
| Số | Vt | Cầu thủ              | Ngày sinh (tuổi)            | Số trận | Câu lạc bộ        |
| -- | -- | -------------------- | --------------------------- | ------- | ----------------- |
| 1  | TM | Javier Zeoli         | 2 tháng 5, 1962 (27 tuổi)   |         | Danubio           |
| 2  | HV | Nelson Gutiérrez     | 13 tháng 4, 1962 (27 tuổi)  |         | Lazio             |
| 3  | HV | Hugo De León         | 27 tháng 2, 1958 (31 tuổi)  |         | Nacional          |
| 4  | HV | José Herrera         | 17 tháng 6, 1965 (24 tuổi)  |         | Peñarol           |
| 5  | TV | José Perdomo         | 5 tháng 1, 1965 (24 tuổi)   |         | Peñarol           |
| 6  | HV | Alfonso Domínguez    | 24 tháng 9, 1965 (23 tuổi)  |         | Peñarol           |
| 7  | TĐ | Antonio Alzamendi    | 7 tháng 6, 1956 (33 tuổi)   |         | Logroñés          |
| 8  | TV | Gabriel Correa       | 13 tháng 1, 1968 (21 tuổi)  |         | Peñarol           |
| 9  | TV | Enzo Francéscoli     | 12 tháng 11, 1961 (27 tuổi) |         | Racing Club Paris |
| 10 | TV | Ruben Paz            | 8 tháng 8, 1959 (29 tuổi)   |         | Racing Club       |
| 11 | TĐ | Ruben Sosa           | 25 tháng 4, 1966 (23 tuổi)  |         | Lazio             |
| 12 | TM | Jorge Seré           | 9 tháng 7, 1961 (27 tuổi)   |         | Nacional          |
| 13 | HV | Daniel Revelez       | 30 tháng 9, 1959 (29 tuổi)  |         | Nacional          |
| 14 | HV | José Pintos Saldanha | 25 tháng 3, 1964 (25 tuổi)  |         | Nacional          |
| 15 | TV | Santiago Ostolaza    | 10 tháng 7, 1962 (26 tuổi)  |         | Nacional          |
| 16 | TĐ | Sergio Martínez      | 15 tháng 2, 1969 (20 tuổi)  |         | Defensor Sporting |
| 17 | TĐ | Carlos Aguilera      | 21 tháng 9, 1964 (24 tuổi)  |         | Peñarol           |
| 18 | TV | Ruben Pereira        | 28 tháng 1, 1968 (21 tuổi)  |         | Danubio           |
| 19 | TĐ | Ruben da Silva       | 11 tháng 4, 1968 (21 tuổi)  |         | Danubio           |
| 20 | TV | Pablo Bengoechea     | 27 tháng 6, 1965 (24 tuổi)  |         | Sevilla           |
| 21 | TM | Oscar Ferro          | 2 tháng 3, 1967 (22 tuổi)   |         | Peñarol           |
| 22 | TV | Edison Suarez        | 6 tháng 11, 1966 (22 tuổi)  |         | Danubio           |